# علم الآثار الوقائي

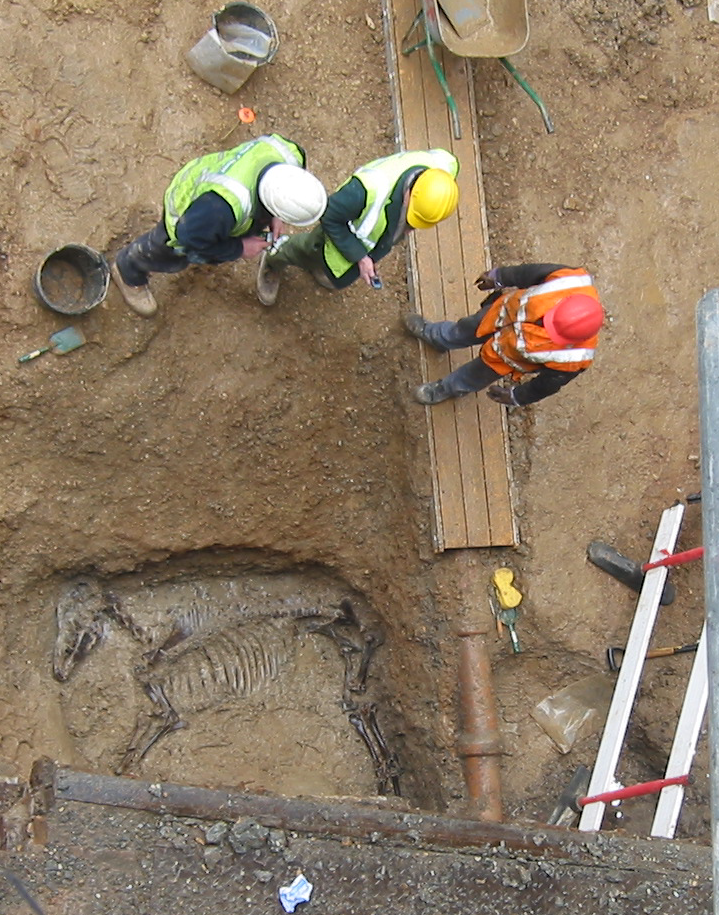

يهدف علم الآثار الوقائي للمحافظة ودراسة العناصر الهامة من التراث الأثري ويهدد بالعمل التنموي. وقد ينطوي ذلك على تنفيذ عمليات التقييم الأثرية (استطلاعات)، وعمليات التفتيش  (حفريات الإنقاذ أو الحفريات الوقائية)، وفي بعض الحالات التدابير الوقائية.
يُطلق عليه أحيانًا علم الآثار التجارية أو علم الآثار الوقائي أو علم آثار الإنقاذ أو علم الآثار التعاقدي أو علم الآثار الممول من المطورين أو علم الآثار الممتثل، وهو عبارة عن مسح وتنقيب أثري معتمد من الدولة ويتم إجراؤه كجزء من عملية التخطيط قبل البناء أو تطوير الأراضي الأخرى.
كان تركيز العمل المبكر هو إنشاء منظمات للقيام بحفريات الإنقاذ قبل وقت قصير من تعكير صفو المنطقة بمعدات البناء. واعتمد علماء الآثار على حسن نية المطور لإتاحة الفرصة لتسجيل البقايا. في الوقت الحاضر، قد تكون هناك حاجة لإجراء مسح أثري من خلال عملية التخطيط أو قانون البناء، كما هو الحال مع إطار سياسة التخطيط الوطني (NPPF) في المملكة المتحدة. الشروط الشائعة التي تتطلبها سلطات التخطيط هي المسوحات الميدانية الأثرية، ومراقبة الملخصات، وحفر اختبار المجرفة، وحفر الخنادق التجريبي، والحفر. تتم مراقبة الإرشادات ومعايير الممارسة في المملكة المتحدة إلى حد كبير من خلال المعهد القانوني لعلماء الآثار (CIfA).

## فرنسا

### تاريخي
تطور علم الآثار الوقائي بشكل خاص في فرنسا منذ 1970م مع تزايد تخطيط واسع النطاق لاستخدام الأراضي والبناء (الطرق السريعة وخطوط السكك الحديدية، وما إلى ذلك). استخدمت كلمة "علم إنقاذ الآثار لأول مرة في عام 1979 من قبل جاك لاسفاروق، مدير الآثار التاريخية في منطقة رون ألب
وفي عام 1986، عمم المرسوم رقم 86-192 المؤرخ في  5 فبراير 1986 أعمال التنقيب الوقائية عن طريق التشاور مع محافظي الأقاليم الأثرية لجميع تراخيص البناء، بما في ذلك التنقيب في المنطقة الأثرية ذات المخاطر. حيث اكتسبت المهنة الأثرية الاستقرار
ومنذ إنشائها في عام 1973، أسندت معظم الحفريات الوقائية إلى جمعية الحفريات الأثرية الوطنية AFAN  حيث أنشئت بمبادرة مشتركة من وزارتي الميزانية والثقافة. وأدى الغموض القانوني المحيط بوضع جمعية القانون الخاص هذه التي يحكمها قانون عام 1901 وتمويلها إلى إنشاء المعهد الوطني للبحوث الوقائية في عام 2001.
منذ صدور قانون 1 أغسطس 2003، المطورين لهما الحق في اختيار مشغل الحفريات، الخدمات  الإقليمية المعتمدة، والشركات الخاصة). وهكذا تنشأ المنافسة المطلوبة من الدولة لزيادة السبل المتاحة في مقابل الوصفات التي تصدرها الدولة. ويجوز للسلطات المحلية (المقاطعات، والبلديات، وما إلى ذلك) أو الشركات الخاصة أن تقدم طلباً إلى الدولة للحصول على ترخيص لتنفيذ مرحلة التنقيب، والدراسات التشخيصية الحصرية التي يقوم بها المعهد الوطني للبحوث الأثرية الوقائية أو الخدمات الأثرية التي أقرتها السلطات المحلية.
يتدخل المعهد في مجال علم الآثار الوقائي بناءً على طلب من الدولة (وزارة الثقافة)؛ في غياب الخدمات المجتمعية الأثرية، فإن المطور العام أو الخاص يتحقق من الأعمال المخطط لها على الطريق لتقييم الإمكانات الأثرية الموجودة تحت الأرض. ويجوز للمطور أن يختاره أيضاً للقيام بحفريات وقائية إذا اعتبرت الدولة الأدلة العلمية كافية، ومتمثلة  في إحدى اللجان الإقليمية الست للبحوث الأثرية (CIRA) والتي تنص على البحث.

### الإطار التشريعي
في فرنسا، التراث الأثري محمي بعدة قوانين، منها:
قانون كاركوبينو الذي ينظم الحفريات الأثرية (الملغى والمدون في قانون التراث: الموادL.521-1  وما يليها و R.523-1 وما يليها): إن هذا القانون لجمعية البحث وممارسة جمع التحف.
قانون العقوبات (المادة رقم 322-2: حظر تدمير وإتلاف الاكتشافات الأثرية)
"قانون التخطيط الحضري (المادة 111-4: "يمكن رفض ترخيص البناء أو منحه فقط مع مراعاة المتطلبات الخاصة للمنشئات، حسب موقعها، وتعرضها للخطر، مع حفظ أو تعزيز موقع أو بقايا أثرية"والمادة رقم  R. 425-31))
وقعت الاتفاقية الأوروبية لحماية التراث الأثري في مالطة بتاريخ 16 كانون الثاني / يناير 1992، وأدمجت في القانون الفرنسي بموجب المرسوم رقم 95-1039 المؤرخ 18 أيلول / سبتمبر 1995.
وبشكل أكثر تحديدًا، فإن الإطار القانوني لعلم الآثار الوقائي معرف في الكتاب الخامس من قانون التراث، ولا سيما عنوانه الثاني، الذي يدون القانون المؤرخ 17 كانون الثاني / يناير 2001 بشأن علم الآثار الوقائي والذي عُدَل ست مرات- القانون المؤرخ 1 آب / أغسطس 2003  - وبمراسيم تنفيذية مثل المرسوم رقم 2004-490 المؤرخ 3 حزيران / يونيه 2004 بشأن الإجراءات الإدارية والمالية في مجال علم الآثار الوقائية، المرسوم رقم 2002-90 المؤرخ 16 كانون الثاني / يناير 2002 بشأن حالة INRAP بصيغته المعدلة بموجب المرسوم رقم 2004-490 المؤرخ 3 حزيران / يونيه 2004 والمرسوم رقم 2002-450 المؤرخ 2 نيسان / أبريل 2002 الذي يضع أحكاما تنطبق على وكلاء المعهد الوطني للبحث والتدريب المعدل بموجب المرسوم رقم 2002-1099 المؤرخ 28 آب / أغسطس 2002.
تم تعريف علم الآثار الوقائي في المادة رقم (L.521-1)  من قانون التراث: "إن علم الآثار الوقائي، الذي هو جزء من مهام الخدمة العامة، هو جزء لا يتجزأ من علم الآثار، ويخضع للمبادئ المعمول بها في جميع البحوث العلمية، أن تضمن الإطار الزمني المناسب، للكشف عن العناصر التراثية الأثرية المتأثرة أو التي يحتمل أن تتأثر بالأشغال العامة، أو المحافظة عليها أو صونها من خلال دراسة علمية، وشركاء من القطاع الخاص يسهمون في التنمية، كما يتناول تفسير ونشر النتائج التي تم الحصول عليها.
ومن المعروف الآن أن مجال علم الآثار البحرية يتعلق بعلم الآثار الوقائي منذ بدء المشروع في جزيرة ريونيون.

### عملية التغيير

#### مرحلة التشخيص الأثري
يتم تقييم قيمة وفائدة الموقع المهدد من خلال الدراسات الاستقصائية، وعادة ما تكون في شكل خنادق تم حفرها لتحديد بقايا ومدى الموقع. وتستخدم هذه الدراسات الاستقصائية للتنبؤ بطول الوقت اللازم للبحث وعدد الأشخاص الذين سيتعين عليهم العمل على الموقع. فقط التشخيص الإيجابي يمكن أن يؤدي إلى حفر الإنقاذ.

#### مرحلة الحفر
تتم الحفريات الوقائية وفقا للمشاكل الكلاسيكية وطرق علم الآثار. وفي بعض الحالات، يمكن استخدام الوسائل الميكانيكية الثقيلة للوصول المباشر إلى المستويات الأثرية.

## المشغلين في علم الآثار الوقائي
منذ إصلاح علم الآثار الوقائي في عام 2003، تمت الموافقة على 93 هيكلا علميا وقائيا للتشخيص أو التنقيب.
| التغير في عدد المشغلين من عام 2003 إلى عام 2012 |      |      |      |      |      |      |      |      |      |      |
|                                                 | 2003 | 2004 | 2005 | 2006 | 2007 | 2008 | 2009 | 2010 | 2011 | 2012 |
| السلطات المحلية                                 | 27   | 29   | 37   | 43   | 44   | 46   | 50   | 56   | 64   | 69   |
| مشغلي القطاع الخاص                              | /    | 3    | 10   | 16   | 17   | 14   | 18   | 20   | 20   | 24   |
| المجموع                                         | 27   | 32   | 47   | 59   | 61   | 64   | 68   | 76   | 84   | 93   |

ثلاثة أنواع من المشغلين موجودة في علم الآثار الوقائي، الهيكل العام الوطني،  INRAP الخدمات الأثرية الإقليمية، اعتمادا على السلطات العامة الإقليمية ومشغلي القطاع الخاص، مع مختلف القوانين.

### المعهد الوطني للبحوث الأثرية الوقائية
تأسس المعهد الوطني للإصلاح  في عام 2001 ونجح في تأسيس جمعية AFAN، وهي جمعية أنشئت في عام 1973. ويستند المعهد إلى ثمان مديريات إقليمية، وهو مسئول عن المهام غير المركزية للمكتب الرئيسي. ويوجد ما يقارب 1,665 موظفاً ميدانياً و445 من الموظفين الإداريين والعلميين والتقنيين. وتتراوح حصة عمليات INRAP  التشخيصية من 90 إلى 70٪، والحفريات من 70 إلى 46٪ اعتماداً على المصدر.

### الخدمات الأثرية للسلطات المحلية والإقليمية
أقدم الخدمات الأثرية للمجتمعات المعتمدة حالياً هي لجنة باريس القديمة التي تأسست في عام 1897، والخدمة الأثرية لمدينة ليون، التي أنشئت في عام 1935. تمت الموافقة على 64 خدمة أثرية إقليمية اعتباراً من 27 مايو 2011 وتم توزيعها على النحو التالي:
23 خدمات مجتمعية (10 خدمات ذات اختصاص عام)؛
8 مؤسسات عامة للتعاون فيما بين البلديات أو EPCI (2 مع الاختصاص العام)؛
33 دائرة إدارية (2 مع اختصاص عام).
63 من المجتمعات المحلية لديها خدمة أثرية معتمدة للتشخيص، ومن بين هذه المجتمعات الـ56 التي تمت الموافقة عليها للتنقيب عن الحفريات. ألف عامل يعملون في الخدمات الأثرية الإقليمية، والتي تمثل 76٪ من المشغلين المعتمدين في فرنسا. يختلف حجم هذه الهياكل من بضعه موظفين إلى مائة.
وقد قامت وزارة الثقافة بتقييم نسبة العمليات التشخيصية التي تقوم بها هذه الخدمات بين 10٪ و 30٪، وعمليات الحفر بنسبة 15٪.
وترتبط الزيادة في عدد الخدمات الأثرية الإقليمية عموماً بالبحث عن أكبر قدر من الاستجابة من جانب السلطات المحلية والإقليمية، في إطار سياستها الإنمائية الاقتصادية: "ينظر أولاً إلى عمل خدماتها على أنها (عادة ما تكون عامة أو شبه عامة، إلى جانب المجتمعات نفسها) وأداة أكثر تفاعلاً من INRAP.

#### مشغلي القطاع الخاص
الرابطة العلمانية لمدينة كاركاسون (جمعية القانون 1901) التي أنشئت في عام 1907 ومكتب التحقيقات الأثرية HADES الذي تأسس في عام 1994، هي أقدم هياكل القانون الخاص المعتمدة حاليا.
وتم السماح  لعشرين شركة تشغيل خاصة بعمليات الحفر في عام 2011، وهو ما يمثل 26٪ من 76 من المشغلين المرخص لهم على هذا النحو. وقد فتحت لا لوانو 2003-707 المؤرخة 1 آب / أغسطس 2003 منافسة على أنشطة التنقيب، وأصدرت ثلاثة تراخيص في عام 2004.
يتمتع الوضع القانوني بتنوع معين:
11 SRAL (شركة ذات مسؤولية محدودة)
1 SCOP-SARL(شركة تعاونية وتشاركية SARL)
1 شخص طبيعي
4 جمعيات القانون 1901
2 SASU (شركة مساهمة مبسطة من شخص واحد)
1 SA (شركة عامة محدودة)
ويعمل هؤلاء المشغلون بحوالي 500 شخص ويختلف حجم هذه الهياكل من واحد إلى مائة شخص.
وتتراوح حصة عمليات الحفر التي تقوم بها هذه الخدمات بين 15٪ و 30٪.

### حجم نشاط علم الآثار الوقائي من عام 2003 إلى عام 2010
وازدادت حالات التنمية بنسبة 40٪ بين عامي 2003 و 2010 والحفريات بنسبة 55٪، أي 409 إلى 637 من الحفريات. ويبقى معدل الوصفات التشخيصية للحفريات في المتوسط أقل من 2٪ خلال هذه الفترة، ومعدل الوصفات الطبية التشخيصية، بعد عام جيد في عام 2002، لا يزال في متوسط أقل من 8٪ من  2004 إلى 2010.
| السنة            | سجلات التنمية التعليمية | التشخيصات المنصوص عليها في السنة | معدل الوصفة التشخيصية (٪) | الحفريات المقررة في السنة | السطوح الموصوفة (هكتار) | معدل المحافظة على الحفر (٪) |
| 2002             | 23 147                  | 3 201                            | 13,83                     | 409                       | /                       | 1,77                        |
| 2003             | 29 363                  | 2 132                            | 7,26                      | 419                       | /                       | 1,43                        |
| 2004             | 35 263                  | 2 603                            | 7,38                      | 472                       | 16 800                  | 1,34                        |
| 2005             | 35 593                  | 2 524                            | 7,09                      | 541                       | 15 500                  | 1,52                        |
| 2006             | 37 663                  | 2 493                            | 6,62                      | 523                       | 15 800                  | 1,39                        |
| 2007             | 36 576                  | 2 438                            | 6,67                      | 552                       | 18 000                  | 1,51                        |
| 2008             | 29 065                  | 1 999                            | 6,88                      | 595                       | 14 500                  | 2,05                        |
| 2009             | 28 125                  | 1 922                            | 6,83                      | 504                       | 13 000                  | 1,79                        |
| 2010             | 32 524                  | 2 389                            | 7,35                      | 637                       | /                       | 1,96                        |
| المجموع          | 287 319                 | 21701                            | /                         | 4652                      | /                       | /                           |
| المعدل 2002-2010 | 31924                   | 2411                             | 7,76                      | 516                       | /                       | 1,64                        |

ملاحظة: تم منح 387,889 رخصة بناء للفترة 2002-2011 للمساكن والمباني التي لا تغطي سوى جزء من التسهيلات التي يمكن تقديمها لملف التحقيق.

### الصعوبات الحالية
وتشهد الآثار الوقائية حالياً أزمة ترتبط بمشاكل التمويل.
ومنذ عام 2003، تم تمويل عمليات وقائية للآثار بطريقتين جديدتين:
فرضية علم الآثار الوقائية: على عكس الرسوم المنصوص عليها في البداية في قانون عام 2001، فإنه لا يهتم على وجه التحديد مع عملية علم الآثار الوقائية (التشخيص على سبيل المثال) التنمية التي تؤثر على باطن الأرض. ويتم تنفيذ هذه الضريبة، التي لها طابع مالي، وفقاً لأحد أحداث التوليد المنصوص عليها في القانون (وهذا لم يعد وصفة أثرية ولكن قد يكون، على سبيل المثال، إصدار ترخيص البناء).
إن حساب مبلغ الرسوم أمرٌ معقد وينطوي على حسب الحالة، وعلى طبيعة المشروع والمنطقة المعنية بالأشغال وتكلفة البناء.
اعتماداً على فئة المشروع التنموي، يتم احتساب الرسم إما من قبل  DDE أو من قبل  DRAC، ويتم جمعها من قبل الخزانة المختصة إقليمياً. ولم يعد المعهد يتدخل على الإطلاق في عملية حساب الرسوم وتحصيلها.
سعر الحفريات: هذه هي المكافأة التي يدفعها المطور ويتم جمعها مباشرةً من قبل المشغلINRAP , خدمة أثرية إقليمية معتمدة أو أي كيان قانوني آخر توافق عليه الدولة) مقابل الحفريات التي يقوم بها.
إن طرق التمويل هذه لا تغطي حالياً تكاليف عمليات الآثار الوقائية، ولاسيما بسبب النقص في الإمدادات والإمكانيات العديدة للإعفاءات، كما أن المعهد الوطني للإحصاء لديه عجز كبير حالياً. وفقاً لكثير من علماء الآثار، فإن هذا العجز سيستمر طالما للخيارات السياسية امتيازات المصالح المالية للمطورين على حساب البحوث الأثرية.

## أوروبا

### ألمانيا

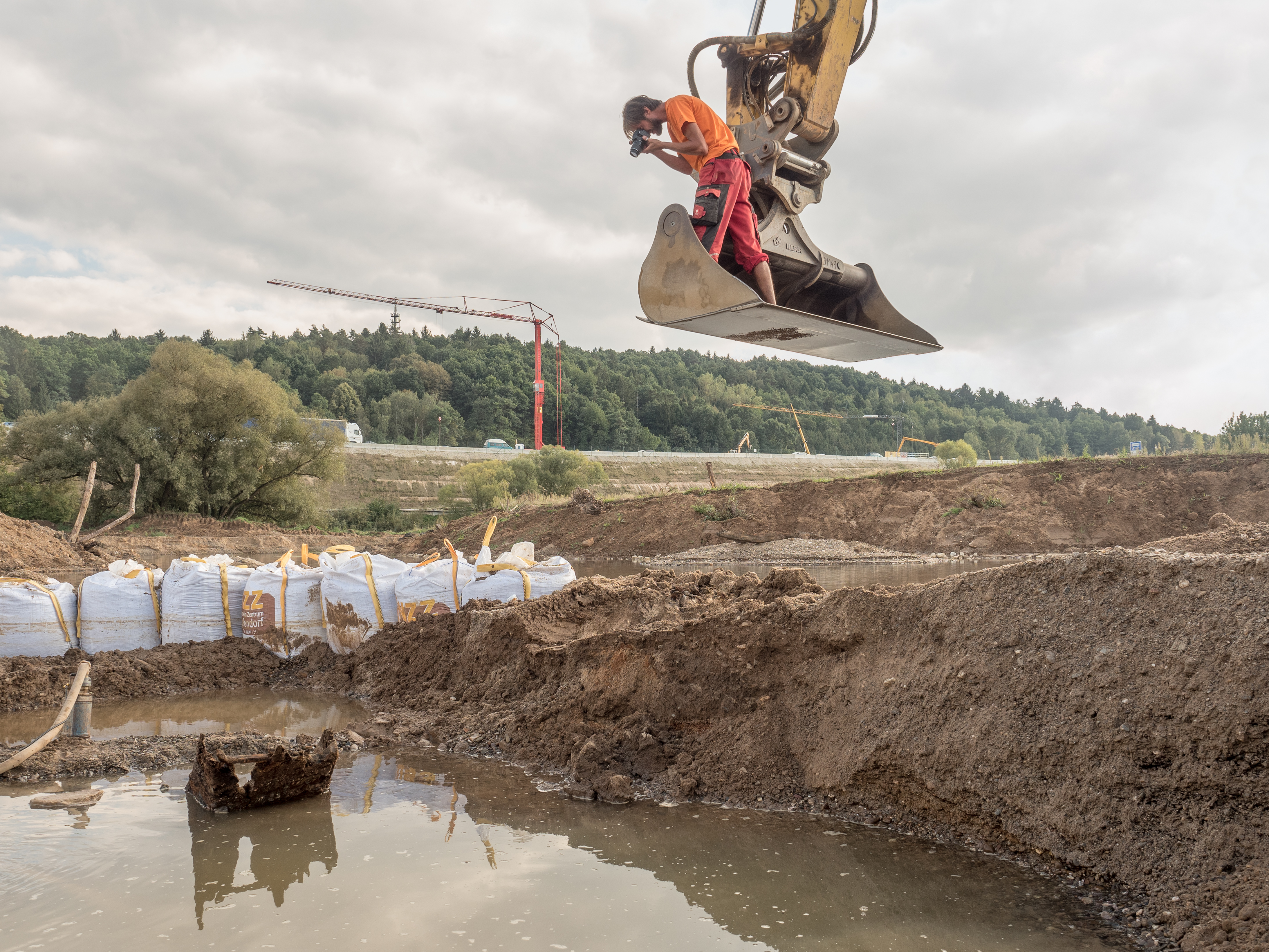
علم الآثار الوقائي في ألمانيا أثناء العمل على نهر الماين (نهر) بعد إيبينج من أجل الاتصال بالسرعة الكبيرة نورمبرغ / إرفورت. سبتمبر 2016.

تأسس المعهد الألماني للآثار في عام 1829، وهو مسئول عن الحفريات في الأراضي الألمانية، وذلك أساساً من خلال مؤسسة روميشش-جيرمانيسش كوميسيون ومقرها في فرانكفورت. بعد عام 1933، شكلت DAI قسم جديد، معهد فورستيوتش فورجشيشت (القسم الأول)، المكرسة لفترة بروتوهيستوري.

#### الرايخ الثالث[8]
يتم تنفيذ سياسة أيديولوجية لتعزيز أصول الجرمانية في ألمانيا من قبل النظام النازي ([[[:fr:Archéologie|Archéologie]]_nazie الآثار النازية]). علم الآثار، بما في ذلك إنقاذ علم الآثار، وهو جزء من العمل الثقافي الذي يهدف إلى إضفاء الشرعية على السياسة العنصرية للنظام النازي. ويشمل تطوير الهياكل الأثرية، والتركيز على فترات ما قبل العصر الجيولوجي الحديث، والتوعية العامة واسعة النطاق من خلال العديد من المنشورات والمعارض، وإنشاء الحدائق الأثرية. تم إنشاء العديد من الهياكل الأثرية.
مجموعة الأديب امت روزنبرغ أديرت بواسطة ألفريد روزنبرغ أما اهنيريب عن طريق SS و هنيرتش هيملر في منافسة مباشرة. وتسعى هذه المنظمات إلى إرساء أولوية الاستيطان الجرماني في ألمانيا والمناطق المتطرفة في هذا البلد، لتبرير ضمها تماشياً مع الأيديولوجية النازية. يقوم كارل كيرستين، عضو في أهنيرب، بحفريات إنقاذ مختلفة على جدار الأطلسي في الدنمارك المحتلة. أقيمت إدارات المقاطعات، فورديششيشت لاندزامتر فور، من عام 1931 فصاعداً، وكانت مسئولة عن الأنشطة الأثرية، بما في ذلك الحفريات.  وشهدت تطوراً مهماً في ظل النظام النازي من خلال 14 منطقة تم إنشائها في عام 1943، نشر هذا النظام في المناطق التي ضمها الرايخ الثالث (الألزاس، سوديتنلاند، الخ). كما أن لاندزامتر مسئول عن التدخلات الأثرية، ومراقبة المجموعات الأثرية، وحماية البقايا من خلال إنشاء خريطة أثرية، وأنشطة التنقيب المنهجية، والوساطة الموجهة للعامة.

#### ما بعد الحرب[9]
بعد نهاية الحرب العالمية الثانية، كانت المراكز الحضارية المدمرة موضوع مشاريع إعادة الإعمار التي تنقذ الحفريات في أكثر من اثني عشر مدينة (لايبزيغ، درسدن، كولونيا، هامبورغ...) التكتلات في القرون الوسطى مهملة (أولم، ماينز، نورمبرغ..). كمية المعرفة المكتسبة مهمة على الرغم من أن ظروف الحفر غير مستقرة وقابلة للمقارنة بين RFA  و RDA. وقد ضعف هذا الجهد بسرعة خلال الخمسينات، على الرغم من بعض الحفريات الحضرية (لوبيك، غوتنغن...) وشدة إعادة البناء. في السبعينيات كان هناك وعي متزايد من ألمانيا الغربية في مواجهة تدمير التراث في باطن الأرض.
ازدهر علم إنقاذ الآثار في المراكز الحضرية خلال الثمانينات. والحالة في جمهورية ألمانيا الديمقراطية بين عامي 1950 و 1990 أقل مواتاه بكثير. يتم إعادة بناء مراكز المدينة بالكامل مع القليل من المتابعة الأثرية. وبالتالي دمرت نصف مدينة زويكاو لإفساح المجال أمام الحضارة الجديدة، دون مراقبة أثرية منظمة. غير أن تدابير المحافظة على المباني القديمة بدأت تظهر في أواخر الثمانينات.

##### إعادة التوحيد[10]
وأعقبت إعادة توحيد ألمانيا في عام 1989 مراحل إعادة الإعمار في ألمانيا الشرقية السابقة. وتؤخذ الحاجة إلى الرصد الأثري والحفريات الوقائية في عين الاعتبار عند وضع تشريعات لحماية التراث في الموانئ الجديدة. وتجنب المراكز الحضرية (إرفورت، لايبزيغ، جرايفسفالد...) من هذه المناطق عانت من نفس مصير ألمانيا الغربية في الخمسينات.
قوانين الولايات الألمانية متجانسة إلى حد ما. يتم تنفيذ الحفريات من قبل وكلاء الدولة، والشركات المتخصصة في عقد مع الإدارة أو الشخص الذي سمح به هذا الأخير. وتمويل الأنشطة الأثرية العامة بشكل عام، ولكن مبدأ التلوث مدفوع أو يمكن أن تستخدم التبرعات في بعض الولايات. الإدارات في معظم الحفريات مراقبة للولاية ولا تنفذ مباشرة.

## النمسا[11]
يدير علم الآثار معهد التراث الوطني، الذي يمنح الإذن للحفريات. وقد منحت بعض العقود الخاصة. ويقدم التمويل أساساً من الأموال العامة. غير أن حصة التدفقات المالية من القطاع الخاص قد ازدادت لضمان إجراء حفريات واسعة النطاق.

## بلجيكا[12]
ولدت الجمعيات العلمية المهتمة بعلم الآثار في بلجيكا منذ عام 1830 ومن بعده تم إنشاء أول خدمة حفر في عام 1903 من قبل بارون ألفريد دي لوي، في إطار المتاحف الملكية للفنون وتاريخ بروكسل. في عام 1945، أصبحت الحفريات تابعه لوزارة الخارجية ونقلت إلى المعهد الملكي للتراث الفني في عام 1958 من قبل جاك بريور (1892-1971). وحصلت على استقلاليتها في عام 1963 تحت اسم الخدمة الوطنية من الحفريات. مجموعة أرشيولوجيكا بلجيكا هي المسئولة عن نشر الاكتشافات.
حدثت تغييرات في السبعينيات. منذ عام 1971، وأدى الاعتراف بالاستقلالية الثقافية الفلمنكية إلى تغييرات في الخدمات، وفقاً للمجتمعات اللغوية. تم اكتشاف فيكوس بومرول (هينو) في عام 1975، أثناء العمل على العمليات. وتم البحث في حالات الطوارئ بمساعدة العديد من المتطوعين وتبقى جزئية. لتجنب عمليات النهب. ثم يتم تسليط الضوء على عدم كفاية وسائل الخدمات الرسمية.

### بروكسل العاصمة[14]
أنشئت مديرية الآثار والمواقع في العاصمة بروكسل في عام 1989.
هذه الجهة هي المسئولة عن الأطلس تحت الأرض والمكتشفات الأثرية. وتنفيذ الحفريات الوقائية ومتابعة العمل، وتعمل مع عدة مؤسسات علمية، كما تعد ملفات لحماية المواقع الأثرية.

### منطقة والون
تم إنشاء خدمة سوس-فويلس في عام 1979 من قبل وزارة المجتمع الفرنسي. وهي تتألف من ثلاث وحدات تقع داخل الجامعات الفرنسية. وهي مسئولة عن حالات الطوارئ الأثرية والاكتشافات المجزأة وتضمن الصلة بين علماء الآثار والمطورين. يتم تجميع الجمعيات المحلية في اتحاد علماء الآثار في والونيا. وقد كلفت منطقة والون بوضع الخرائط الأثرية للجامعات في الثمانينات.
ويرد الإطار القانوني لإدارة التراث في المراسيم الصادرة في 10 تموز / يوليه 1991، و 1 نيسان / أبريل 1999، واتفاقية مالطة لعام 1992. وتمول الحفريات الوقائية منطقة والون، وأحياناً بمساهمات مالية من المطورين. وتتضمن مراسيم النشاط الاقتصادي لمناطق يونيو / حزيران 2004 شرط التدخل الوقائي.
وقد تم إضفاء الطابع الإقليمي على دائرة الحفريات الوطنية في عام 1989 واندمجت في عام 1991 مع دائرة الإنذار المبكر والإنقاذ في المديرية العامة للتنمية والإقليم والإسكان والتراث. وقد أنشئت ثلاث مديريات للحماية والترميم وعلم الآثار بالإضافة إلى خمسة فروع إقليمية. وتقع مديرية الآثار في الخدمات المركزية لتنسيق الإجراءات. ويضم الموظفون 130 شخصاً، منهم 110 موظف متعاقد. وهناك عدد من الجامعات والجمعيات المسئولة عن التعاقد من الباطن من الحفريات.

### المجتمع الفلمنكي
تم إنشاء معهد فلامز فور هيت أونويريند إرفجود في عام 2004، ويخلف معهد إنستيتوت فور هيت أرتشولوجيشش باتريمونيوم. وهي مسئولة عن جرد ودراسة التراث فضلاً عن اتجاه البحث العلمي.
المقاطعات والتكتلات الكبيرة لديها الخدمات الأثرية المسئولة عن الحفريات. وقد تم الاعتراف رسمياً بمبدأ المجتمعات الأثرية الخاصة ويسمح بتطوير هذا القطاع.

## بلغاريا[15]
يتم تنسيق السياسة الأثرية البلغارية من قبل المعهد الوطني للآثار مع المتاحف، التي أنشئت في عام 1949، وتعتمد على أكاديمية العلوم البلغارية فيما يتعلق بالخريطة الأثرية البلغارية، فهو نظام لقواعد البيانات المحوسبة. وتسمح هذه المنظمة بالحفظ أو التنقيب الوقائي للمواقع الأثرية المهددة بالانقراض. وتصدر التصاريح للحفريات أو التراخيص من قبل المعهد الوطني لعلماء الآثار المعتمدين. ويتم توفير التمويل للحفريات بأموال من السلطات العامة الوطنية أو الإقليمية أو المحلية، وأصحاب المشاريع أو الجهات المانحة الخاصة.

## جمهورية قبرص[16]
وزارة الآثار هي المسئولة عن إدارة التراث الأثري. وبهذه الصفة، فإنها تضمن حفريات الإنقاذ. ويمكن للبعثات الأجنبية أن تساعد أيضاً. ولا يوجد فتح على المجال التجاري.

## كرواتيا[17]
كان العالم م. ماروليك والدكتور باباليك من بين أول الكروات الذين قاموا بالحفريات الأثرية في وقت مبكر من القرن السادس عشر. في مطلع القرن التاسع عشر والعشرين فران بوليك من خلال حفر قصر ديوكليتيان في سبليت وجوسيب برونسميد مع بحثه في المدن اليونانية والرومانية في دالماتيا يتضح تطور الممارسات الأثرية خلال هذه الفترة.
تميزت الآثار الكرواتية بالدمار الذي حدث خلال الحرب العالمية الثانية والحرب في يوغوسلافيا السابقة (فوكوفار، أوسييك، فينكوفتشي..). وتتيح الخبرة المكتسبة بعد عام 1945 استجابةً أسرع للتحديات التي تطرحها عمليات التعمير والحفريات الوقائية التي أجريت في التسعينات.
ويخضع النشاط الأثري لقانون حماية التراث الثقافي لكرواتيا. هياكل مختلفة هي المسئولة عن ممارسة أو الإشراف على الحفريات الأثرية، اللجان الأثرية للمعهد الوطني لحماية التراث الثقافي في كرواتيا ومعهد الآثار الموجود في زغرب، قسم الآثار (زغرب، بولا، زادار، أوزيجيك، وسبليت)، والمعاهد الإقليمية (أوسييك، رييكا، سبليت، زغرب) والمتاحف البلدية، والمتاحف الأثرية.

## الدنمارك
الدنمارك لديها تشريعات لحماية الآثار منذ عام 1671. يستجيب هذا الإجراء للتدابير المماثلة التي اتخذتها مملكة السويد وفنلندا في عام 1666. هذا السياق يقابله معارضة بين هاتين المملكتين التي يتجلى من خلال مضاهاة قوية في العلوم. ويجري حالياً وضع تقليد في مجال البحوث في الدانمرك. وأدى إلى إنشاء المتحف الوطني للدنمارك في عام 1819، حيث كريستيان يورجنسن تومسن وزعت لمجموعات وفقا للعصور الحجرية والبرونزية والحديدية.
خلال الاحتلال الألماني، يقوم كارل كيرستين، عضو في أهنيرب، وهي منظمة بحثية تابعة ل سس برئاسة هاينريش هيملر، بإجراء حفريات الإنقاذ المختلفة على جدار الأطلسي. ويؤدي استغلال الأراضي الخصبة لمواجهة نقص الوقود إلى اكتشافات كثيرة.
حالياً، يتم تنفيذ الأنشطة الأثرية في الدنمارك من قبل موظفي المتحف، الذين يعتمدون على طلاب علم الآثار، الذين يدفعون في هذه الحالة. ويضع مشروع قانون حماية التراث الأثري لعام 2005 تكلفة الحفر على المطورين في حدود أقصاها 1٪ من الاستثمارات.

## اسبانيا

### الأصل
ملك إسبانيا فيليب الثاني يقرر في 1575 وثيقة «ريلاسيونيس توبوغرافيكاس هيستوريكاس»، لإنشاء قائمة من البقايا القديمة للحفاظ عليها. وأصدر أمر ملكي جديد صدر عام 1752 بإصدار نسخ ورسومات من الوثائق والآثار القديمة أثناء سفر أحد أعضاء الأكاديمية الملكية. وجاءت في عام 1802 بموجب مرسوم ملكي لحماية الآثار القديمة، التي عهد بها في عام 1805 إلى الأكاديمية الملكية للتاريخ وعززت في 1818 و 1827. أنشئت اللجان الإقليمية للآثار التاريخية والفنية في عام 1844 والمسئول عن السيطرة على العمل على المواقع ذات الأهمية التاريخية. والسلطات المحلية مسئولة عن الإشراف على المباني ذات الأهمية التاريخية أو الفنية منذ عام 1873. ومنذ إنشائها في عام 1900، تتولى وزارة التعليم العام المسؤولية عن التراث التاريخي وتتعهد ببناء تشريع للحماية. تم نشر «لي دي إكسكافاسيونيس أركيولوجيكاس» («لي دي إكسكافاسيونيس أركولوجيكاس») في عام 1911. وهو يحدد حالة الآثار («جميع الأعمال الفنية والإنتاج الحرفي التي يرجع تاريخها إلى عصور ما قبل التاريخ القديمة، أو العصور الوسطى» تعتبر آثاراً للمخزون. وقد تم إنشاء الإدارة، وهو المجلس الأعلى للحفريات أنتيغيديدس، في عام 1912.

#### التنمية الاقتصادية وعلم إنقاذ الآثار
يرافق التنمية الاقتصادية في إسبانيا في الستينات العديد من المشاريع العقارية أو البنية التحتية.
وكشفوا عن تراث أثري هام، كان بعد ذلك موضوع حفريات الإنقاذ ثم العمل التشريعي.
ينص دستور مملكة إسبانيا الصادر عام 1978 على حماية الأشياء الأثرية كواجب للدولة. العقار في المجال العام. وتقع على عاتق المجتمعات الـ17 المتمتعة بالحكم الذاتي المسؤولية داخل حدودها الإدارية، وتقع على عاتق الدولة المركزية مسؤولية مكافحة صادراتها.
«لي ديل باتريمونيو هيستوريكو إسبانول (لف) - لو أوف ذي سبانيش هيستوريكال هريتاد» (القانون 16/1985) الذي صوت عليه البرلمان ينطبق على جميع مناطق إسبانيا. وينص القانون على إنشاء خرائط أثرية إلزامية من أجل تحديد المناطق الحساسة قبل عمليات إنقاذ الآثار الوقائية.
وقد تم إضفاء الطابع اللامركزي على المهارات الأثرية للمجالس العامة والبلديات. وترافق هذه اللامركزية طائفة واسعة من القوانين الأثرية المحلية.
من عام 1978 إلى أوائل عام  2000، كان المعيار لإجراء بحث كامل من المواقع التي تم تحديدها. ثم انتشرت ممارسة التشخيص الأولي لتغذية الخريطة الأثرية وتحديد المناطق المراد حفرها.
المطورين هم المسئولين عن تمويل الحفريات. ولديهم خيار المشغل المسئول عن التشخيص والحفر. ويتعين على هذا الأخير إعداد تقرير يتضمن جميع الوثائق المتعلقة بالعمليات المنفذة. ومن المتوخى نشر النتائج، غير أن التشريع لا يحدد شروط التنفيذ. ولذلك فإن العجز من حيث النشر مهم.
وقد أدت المنافسة المنهجية للمشغلين دون إطار محدد من معايير التشخيص والحفر عموماً إلى اختيار المطورين الأقل أجراً. وتؤدي هذه القيود إلى ضعف تطبيق أساليب وتقنيات معقدة وأكثر تكلفة. هذا الوضع يؤدي إلى الفصل بين «علم الآثار التجارية» والبحوث الأثرية الأكاديمية، والأخيرة تتبنى منهجيات أكثر تعقيداً.
وقد أدى انخفاض مستوى التوظيف إلى صعوبة رصد عمليات الآثار الوقائية في أعقاب ازدهار الإسكان في الفترة ما بين 1990-2000. وقد أدى هذا الوضع إلى الاستعانة بمصادر خارجية للحفريات من قبل الإدارات والتوسع في التعاقد مع المشغلين الخاصين في ما يسمى «علم الآثار التجارية». وفي عام 2008، تم توظيف 2358 شخصا ًكعلماء آثار من قبل شركات خاصة ذات أغلبية عقود محددة المدة. وقد تم تحقيق أكبر عدد من الأنشطة في عام 2007، يليه انهيار مرتبط بالأزمة الاقتصادية التي حدثت في نفس العام. وقد عانت المناطق القريبة من البحر الأبيض المتوسط من أشد الآثار، وذلك بسبب التطور القوي جدا لقطاع البناء في هذا المجال والعمليات الوقائية ذات الصلة.

## كانتابريا
المجتمع المستقل من كانتابريا يشرف بدقة على الحفريات. ويتم اعتماد المشغلين من قبل وزير الثقافة في الحكم الذاتي ومواقع الحفر يمكن السيطرة عليها في أي وقت من أوقات العمل.

## استونيا
استونيا لديها أول إبداعات المدن منذ عام 1230. باستثناء تالين، لا يوجد أي أثر لفترة القرون الوسطى وعدم وجود المحفوظات قبل القرن السادس عشر، بعد الدمار الذي حدث بين عامي 1558 و 1710، من حرب ليفونيان إلى الحرب الشمالية العظمى.
وبدأت الجمعيات العلمية الحفريات الأثرية في النصف الثاني من القرن التاسع عشر في مقاطعة من الإمبراطورية الروسية. بعد تشكيل الجمهورية الإستونية في عام 1920، تم إنشاء قانون علماء الآثار المهنيين فضلاً عن قوانين حماية التراث التي صدرت في عامي 1925 و 1936.
وقد عانت المدن الإستونية من دمار كبير خلال الحرب العالمية الثانية. ولم تحدث سوى عدد قليل جداً من الحملات الأثرية عند عودة السلام، حيث أن بقايا القرن الثالث عشر لا تؤخذ في عين الاعتبار عموماً. وتعاني المناطق الحضرية المدمرة من إعادة بناء سيئة، ويجري تحويل الكثير منها إلى حدائق. أعلن المركز التاريخي لمدينة تالين عن منطقة أثرية في عام 1951.
استونيا هي أول جمهورية من الاتحاد السوفييتي اعتمدت في عام 1961 قانون لحماية الآثار التاريخية والثقافية يليها قانون بشأن حماية واستخدام الآثار التاريخية والثقافية في عام 1977. نهاية 1970 يرى تطور حالة الطوارئ والحفريات، بدافع من حملات لإعادة بناء المراكز الحضرية. وبلغت هذه الظاهرة ذروتها في عامي 1989 و 1990، حيث أجريت أكثر من 80٪ من الحفريات الأثرية في هذا الإطار. كما قررت مدينة بارنو إنشاء وظيفة عالم الآثار البلدية ومنطقة حماية الآثار في عام 1990.
وأعقب انهيار الاتحاد السوفييتي أزمة ارتبطت بانخفاض في التمويل الحكومي، والجهد الرئيسي لا يزال يجري على حفريات الإنقاذ في المناطق الحضرية. ونفذت سياسة جديدة بإنشاء المكتب المركزي للآثار في تشرين الأول / أكتوبر 1993 وتطبيق قانون جديد لحماية التراث الأثري في عام 1994. وخلال الفترة نفسها، طبقت عدة بلديات سياسة متماثلة لبارنو.
وتقوم عدة هياكل بمهام إشرافية وأثرية، والمكتب المركزي للآثار، ومعهد تاريخ ا [[[:fr:Académie estonienne des Sciences|Académie estonienne des Sciences]] لأكاديمية الاستونية للعلوم] (إيستي تيدوست أكاديميا) في تالين، والجامعة، والمتحف، والخدمة البلدية في تارتو، وبلدية بارنو، متحف فيلجاندي.

## فنلندا
في عام 1666، في مملكة السويد، التي تشكل فنلندا مقاطعتين، أوسترلاند ونورلاند، تم الإعلان عن مواقع ما قبل التاريخ والمعالم التاريخية التي تحت حماية الدولة. ورجال الدين مسئولون عن تجميع أوصاف المواقع التاريخية والمصالح الطبوغرافية لقادتهم. ثم تلقت كلية ستوكهولم للآثار التي تأسست مؤخراً حوالي عشرين وصفاً. في الستينات من القرن التاسع عشر، تم توسيع نطاق القانون ليشمل اكتشافات الأشياء المعدنية الثمينة، والتي يجب إعادتها إلى كراون للحصول على مكافأة.
وفي القرن الثامن عشر، استكملت التشريعات المتعلقة بالتراث التاريخي في عدة مناسبات، ولا سيما في عام 1734. وفي هذه الفترة بدأت الآثار التاريخية والقطع الأثرية تعتبر جزءا من التراث الثقافي الوطني.
بعد الحرب الفنلندية من عامي  1808- 1809، أصبحت دولة فنلندا مستقلة ذاتياً ودمجت في روسيا. ولا يزال القانون السويدي لعام 1734 ساري المفعول ولكن لا توجد سلطة تطبقه. إن صحوة الرومانسية السويدية تجعل التدهور التدريجي للآثار القديمة ملحوظاً.
بدأت جمعية الأدب الفنلندي حماية الآثار التاريخية لفنلندا في عام 1867. وفي عام 1870، تأسست جمعية الآثار التاريخية الفنلندية لحماية وتوثيق المعالم التاريخية الوطنية. وسوف تؤثر بقوة على التشريعات وعلى إدارة الآثار التاريخية. وقد صدر في عام 1883 مرسوم لحماية الآثار التاريخية. وفي عام 1884، أنشئ المكتب الأثري وأعيد تسميته فيما بعد باسم اللجنة الأثرية للدولة. وهذه الهيئة مسئولة عن الحماية العامة للآثار التاريخية للبلد. في عام 1893، تم تجميع أهم المجموعات التاريخية الثقافية معاً لتشكيل المتحف التاريخي الوطني. المتحف الوطني لفنلندا يفتح أبوابه للجمهور في عام1916.
تم رصد الملاحظات الأثرية في حضارات العصور الوسطى في فنلندا، في دير القديس أولاف من توركو، وبين عامي  1890 و 1895 على دير الفرنسيسكان وكنيسة راوما القديمة، في النصف الثاني من القرن التاسع عشر. مدينة فيبوري، المنضمة في عام 1947 للاتحاد السوفييتي، في عام 1928 يكتسب عالم الآثار البلدية لمراقبة الأعمال التي نفذت في مركز القرون الوسطى. في قلب مدينة  هلسنكي، الذي تأسس في عام 1550، موضوعاً للبحث الأثري من عام 1931. وقد أجريت العديد من الدراسات الاستقصائية والملاحظات من الخمسينيات، أثناء أعمال التحديث الحضري (الأنابيب والصرف الصحي والأشغال..) في مدن توركو وراوما وبورفو.
في عام 1963، أصدر البرلمان الفنلندي قانون الآثار الذي يحمي تلقائياً البقايا القديمة من العيوب الإدارية. وأعيد تنظيم اللجنة الأثرية في عام 1972، وتم تعيينه مديراً لمتاحف فنلندا.
وقد أجريت أول الحفريات ذات الأهمية في عام 1966 في راوما، في ساحة السوق. وقد تضاعفت هذه البرامج في الثمانينات، وفي بورفو (1985)، وفي نانتالي (1986)، وفي موقع هلسنكي القديم (1989)، وفي توركو في المتحف الأثري في المستقبل أبوا فيتوس (1993)...
وتنقسم الآثار القديمة إلى فئتين، آثار ما قبل التاريخ والتاريخية. والمديرية الوطنية للتراث يعهد إليها القانون بالسيطرة عليها. يتم رصد بقايا القرون الوسطى من الفترة الحديثة المبكرة بشكل خاص. وتتولى إدارة التراث أو الهياكل التي توافق عليها هذه الأخيرة، عادةً المتاحف، وإجراء المسح وحفريات الإنقاذ قبل التشييد. يتحمل المطورون تكلفة الحفريات، إلا إذا كانت مفرطة.

## اليونان
اتسمت فترة ما بعد الحرب في اليونان بالتسارع الحضاري واعتماد أساليب جديدة للبناء. هذا الوضع يؤدي إلى العديد من الدمار ولكن يسمح بتطوير الشبكة الحضرية في اليونان منذ العصر الحديدي ليتم توضيحها من خلال حفريات الإنقاذ.
دائرة الآثار اليونانية هي المسئولة عن إدارة مجال علم الآثار في هذا البلد. وتجري هذه الحفريات من قبل هذه المؤسسة، التي تموّلها الدولة اليونانية، أو غيرها من الهياكل العلمية، مثل الجامعات أو مدارس الآثار الأجنبية. ويتلقى هؤلاء الأخيرين تفويضاً منحته دائرة الآثار لفتح الحفريات. علم الآثار ليست مفتوحا للعمل في اليونان.

## المجر
تطور علم الآثار الوقائية في المجر في سياق الأعمال الرئيسية المتعلقة بالطرق السريعة. وأسفرت الطرق السريعة التي شيدت بين عامي 1964 و 1990 عن عدد قليل جداً من الحفريات تبلغ 360 كيلو متر. وكانت شبكة من متاحف المقاطعات مسئولة عن الإجراءات المتعلقة بعلم الآثار قبل عام 1990.
في الفترة من 1990 إلى  2005، تم إنشاء شبكة الطرق السريعة الطويلة 550 كم على أساس صناديق الاستثمار الأوروبية، على M 0، M 1، M 3 و  M 30محاور. وأخيراً، ما يقرب من 800 كم من الطرق السريعة تصل إلى عام 2015. وقد خصصت حصة من 0.9٪ من التمويل لعمليات علم الآثار الوقائية.
وقد نفذت الإجراءات على ست مراحل:
- أجريت عمليات للمسح الطوبوغرافي لمجالات العمل في المستقبل
- تم تحليل البيانات المادية والمكتوبة لتحديد المواقع
- جعلت حملة التصوير الجوي ممكناً
- مسح المسيرات الذي تتبعه المسوح ترسيم مواقع الحقوق والتأريخ
- تحليل المغنطيسية جنباً إلى جنب مع الحفر إذا لزم الأمر يسمح لاستكشاف البيئة من المواقع
- ملخص للبيانات المتبعة. وقد أتاح دمجها في إطار عام الحفاظ على أكبر قدر ممكن من المواقع التي تم تحديدها أو تحقيق التكامل الأمثل للحفريات في جدول أعمال الطرق.
تم حفر 350 موقعاً على مساحة 500 هكتار، وتم إنشاء البنى التحتية لتلبية هذه الاحتياجات الجديدة. وقد تم إنشاء نظام معلومات جغرافية للتعامل مع كتلة البيانات ودمجها في برامج الجامعة، من أجل تعزيز تدريب الطلاب. تم بناء الأسس الأثرية مع الخدمات اللوجستية، وتجهيز الأثاث وتخزين الملايين من القطع الأثرية المكتشفة، مما يهدد بسد المتاحف الإدارات.
أقيم معرض كبير في [[[:fr:Musée national hongrois|Musée national hongrois]] المتحف الوطني الهنغاري] في عام 1997. وتبعه إقامة الحدائق الأثرية لإدامة تطوير الاكتشافات. أدى برنامج الطريق السريع للحفريات الوقائية إلى تغييرات عميقة في الانضباط الأثري في المجر وجدد ممارساته.
واعتمدت خلال هذه الفترة اتفاقية مالطة (1992)، والاتفاقية الأوروبية للمناظر الطبيعية (فلورنسا، 2000)، وقانون حماية التراث (2001). ولا تزال هناك ثغرات في التشريع. ويعرف مفهوم الموقع الأثري، وبالتالي عرضة للحفريات الوقائية، بحضوره في القاعدة الأثرية الوطنية، وفقاً لقانون عام 2001. وبالتالي يمكن لأي موقع غير معروف تدميرها دون الحفر.

## جمهورية ايرلندا
تم بناء المراكز الحضرية الأولى حول المواقع الرهبانية الكبيرة (أرماه، توام، كيلز، كيلدار) أو مواقع الفايكنج التجارية (دبلن، دبلن، وترفورد، ليمريك) خلال القرن العاشر، وارتفع عددها بشكل حاد في القرن الثاني عشر، خلال فترة نورمان. المنشآت الحضرية الموجودة في القرون الوسطى نادرة. هذا الوضع يركز اهتمام علماء الآثار على آثار ذلك الوقت.
وقد تم التصويت على القانون الوطني للنصب التذكارية في عام 1930 وتعديله في عامي 1957 و 1987. وأصدرت هذه القوانين التشريعية تعليمات لمفوضي الأشغال العامة بتقييم تعرض البقايا القديمة لمخاطر التدمير وتمكينهم من حمايتهم أو تأمر باستكشافهم. إن تمويل الأفعال الأثرية (المراقبة، حفريات الاختبار، حفريات الإنقاذ) هو من مسؤولية المطورين.
بعد حفر قلعة دبلن والشارع الأعلى في أوائل الستينات، وثروة البقايا الأثرية وحالة الحفاظ على البقايا العضوية ضرب العقول. وقام المتحف الوطني في أيرلندا في وقت لاحق بحفريات الإنقاذ في مدينة دبلن، قبل تشييد الطرق. وقد شهد تدمير الميناء ومدينة فايكنغ في دبلن في عام 1979، قبل تشييد المباني البلدية في وود كواي، برد فعل شعبي قوي، مما أدى إلى عقد اجتماعات عامة ومحاكمات واحتلال للمباني. ضغط الرأي العام ملزم بتوسيع مساحة الحفريات بشكل كبير.
وفي عام 2009، تمت الموافقة على إجراء 19 عملية حفر للمقاطعات، ومتحف بودابست التاريخي، والمتحف الوطني الهنغاري، وأكاديمية العلوم المجرية، والجامعات الثلاث التي تمارس علم الآثار، ودائرة حفر التراث الثقافي. وقد مارست بعض الشركات الخاصة التعاقد من الباطن مع الأنشطة الأثرية مع هذه الهياكل. المروجين هم المسئولين عن تمويل الحفريات.
أبرز انتشار المسوحات الأثرية وحفريات الإنقاذ في مدن أيرلندا خلال الثمانينيات عن حالات استثنائية لحفظ المواد العضوية. وقد نفذت إعادة الحياة من دبلن فايكنغ على نطاق حي وفتحت للجمهور من عام  1988 إلى 1990، «مغامرة فايكنغ». تم إنشاء مركز في عام 1993، وهو «دبلنيا»، الذي أعاد تشكيل المدينة حوالي عام 1170. عثرت الحفريات في هذه الفترة على عدم وجود وسائل لإجراء عمليات البحث على التوالي إلى الحفريات ومنشورات النتائج.
والتعديل الذي أدخل على قانون النصب التذكاري الوطني في عام 1994 يقابل اعتماد أيرلندا لاتفاقية مالطة. وتخضع المرافق للتنقيب والتشخيص والتنقيب، تبعاً لنوع الاكتشاف. في حالة الحفر، يجب استكشاف الموقع 100٪. يتحمل المروجون تكاليف الحفريات الوقائية. يختار المطور من خلال الدعوة لتقديم العطاءات للهيكل المسئول عن التشخيص وفي حال وجود اختبار إيجابي، وحده المسئول عن إجراء البحث والمشغلون الأثريون هم فقط من القانون الخاص وممارسة ما يسمى «علم الآثار التجارية». يحصل كل موقع على ترخيص من عالم آثار معتمد. والسلطات الإشرافية هي المتحف الوطني، ووزارة البيئة، والتراث، والحكم المحلي. ولوزارة البيئة الحق في اتخاذ قرار دون إمكانية الطعن.
تم تشويه صورة علم الآثار في ايرلندا من خلال حفر قلعة كاريكمينس (النصب التذكاري الوطني (ايرلندا)) على الطريق الدائري دبلن (الطريق السريع  M50الطريق من هذا الطريق السريع التي أنشئت في الثمانينات تجنب هذا الموقع تماماً. تم تعديل الطريق خلال التسعينات، بما في ذلك موقع كاريكمينس. كانت الأرض ملكاً للسياسة المحلية، وتم تعويضه إلى حد كبير وقت تسليمهم. تشخيص سوء تقدير حجم هذه المجموعة. وأدى التنقيب إلى تأخير افتتاح الطريق الدائري في دبلن، مما تسبب في اختناقات دائمة وتأليب الرأي العام الأيرلندي.
وبالإضافة إلى ذلك، عدلت السلطات الأيرلندية تشريعاتها بناءً على التماسات مقدمة من  المفوضية الأوروبية ضد بناء الطريق السريع M3  في وادي تارا - سكرين وأحكام محكمة العدل التابعة للاتحاد الأوروبي.
من عام 1994 حتى عام 2002، ارتفع عدد الحفريات بنسبة 30٪ سنوياً ثم استقر في المتوسط 1500 موقع سنوياً حتى عام 2007. وقد رافق تطوير علم الآثار الوقائي بالتعاون مع القطاع الأكاديمي، وفتح العديد من سبل البحث. ويمكن إبراز هذه النتائج من قبل مجلس الدولة، وتبرير الممثلين المنتخبين والجمهور للجهود المبذولة من أجل علم الآثار.
وقد تأثر قطاع الآثار الوقائية بشدة من عام 2008 مع انخفاض الحفريات إلى 66٪ في عام 2010. وكانت الأزمة الاقتصادية لعام 2008 مرتبطة بنهاية برامج الطريق السريع، مما أدى إلى وضع حل جذري. وانخفض حجم العمالة بنسبة 80٪، وغادر العديد من الموظفين المسرحين، الذين كانوا أصلاً من بولندا وايرلندا.

## أيسلندا
معهد الآثار في أيسلندا (فورنليفاستوفنون)، الذي تأسس في عام 1989، يقوم بعمل لإثراء الخريطة الأثرية والوساطة الأثرية وعلم الآثار الوقائي.
تم تنفيذ برنامج للمراقبة الأثرية والحفريات الوقائية من قبل هذا المعهد على الواجهة البحرية لمدينة ريكيافيك خلال عامي 2006 و 2007. تم الكشف عن أجزاء من ميناء القرن التاسع عشر خلال هذه الحملات.

## إيطاليا
كان اهتمام علماء الآثار أساساً في إيطاليا حتى الستينات على المواقع والتجمعات المهجورة أو بعض المناطق الحضرية المحمية. والحفريات التي بدأت في جنوى في عام 1952 هي ابتكارات. وهي تستهدف المواقع التي دمرتها آثار الحرب العالمية الثانية وأثرت على جيل كامل من علماء الآثار. خلال الستينيات والسبعينات من القرن العشرين،  أصبح تطور المناطق الحضرية يهدد الحفاظ على البقايا القديمة والوعي المتسارع بين علماء الآثار. وشهدت الثمانينيات وضع سياسة بحثية في جميع أنحاء المدينة (بافيا) أو الحفريات إلى حد كبير (مترو أنفاق ميلان، كريبت بالبي من روما، بولونيا، نابولي...). غير أن علم الآثار الوقائي لم يدمج بشكل كاف في مشاريع تخطيط المدن وأدى في بعض الأحيان إلى توقف مفاجئ عن العمل بعد اكتشاف مفاجئ. في التسعينات، أدى هذا الوضع للعديد من المخططين لرعاية المسوحات الأولية، قبل أي مشروع عقاري، لتقييم إمكانية الحفريات الأثرية.
المرسوم التشريعي المؤرخ 22 كانون الثاني / يناير 2004 المتعلق بالمدونة الثقافية والمناظر الطبيعية (الوثيقة رقم 7) المطبق اعتباراً من 1 أيار / مايو 2004، والقانون الصادر في 5 كانون الثاني / يناير 2005، وقواعد التخطيط الحضري التي تحدد إطار الوقاية من الآثار. وتتخذ المدونة الجزء الأكبر من المرسوم التشريعي رقم 490 المؤرخ 29 تشرين الأول / أكتوبر 1999، الذي يجمع بين التدابير التشريعية المتعلقة بالتربية الثقافية والبيئية. وقد حل مرسوم عام 1999 محل قانون عام 1939 بشأن حماية التراث الفني والتاريخي وأدرج معظم أحكامه. وهي تعطي الإدارة الحق في قطع العمل ومصادرة الأراضي أو تصنيفها. واحتكار الحفريات في إيطاليا محجوز للدولة، التي قد تمنح الأعمال في هياكل القانون العام أو الخاص. وتقع مسؤولية تمويل عمليات الآثار الوقائية على عاتق الدولة. ومع ذلك، فإن نقص الموارد المالية للدولة وسلطات الإدارات يجعل المخططين يقبلون دفع الحفريات أو تنفيذ أعمال الحفر.
ينقل المخطط مشروعه إلى هيئة الرقابة، التي لها فترة 20 يوماً لإبداء رأيها. في حالة اتخاذ قرار إيجابي، تشمل المرحلة الأولى الحفر الأساسية، والدراسات الاستقصائية. والمرحلة الثانية تتوافق مع أعمال الحفر في الأرض. ثم تتم الموافقة على تقرير البحث من قبل هيئة الرقابة.

## مالطا
تم وصف المواقع الأثرية لجزيرة مالطة في وصف إنسولاي مليتاي، الذي نشره جان كوينتين د. أوتون في عام 1536. اكتشاف هيبوجيوم آل صافلييني، يعمل في عام 1902، هو بداية علم الآثار المالطي. يتم تنفيذ حملات التنقيب الأولى من منظور علمي من قبل ثيميستوكليس زاميت، المدير الأول للمتحف الوطني للآثار. قانون الآثار (1925) يعين المتحف الوطني للآثار للسيطرة على الآثار في مالطة. ويجري بعد ذلك إجراء تعديلات على هذا القانون وإنشاء مكتب التخطيط من أجل الحفاظ على التراث القديم لتطور حضري سريع التطور. هذه السياسة مستوحاة من النماذج البريطانية للتنمية. مدينة الرباط القديمة (مالطة) وبالتالي يعرض المناطق الأثرية المصنفة حيث تم إنشاء متحف الآثار الرومانية.
وقد تم تحديد سياسة الحفاظ على التراث الأثري الثقافي منذ عام 2009 من خلال ثلاثة تشريعات: "قانون التراث لعام 2002 (كاب 445)"، قانون النقل في مالطة "قوانين لتخطيط التنمية، 1992 (كاب 356). واللجنة الاستشارية المعنية بالتراث الثقافي وهيئة التخطيط والبيئة المالطية مسئولة عن إسداء المشورة للسلطات العامة بشأن الحفاظ على التراث الأثري. وتنشر وزارة الشؤون الاقتصادية والاجتماعية قوائم بالمناطق المحمية. وتؤذن هيئة الإشراف على التراث الثقافي وتراقب الحفريات الأثرية. ويجوز لهذه السلطة تعليق أي نشاط يهدد التراث الأثري.

## النرويج
في وقت مبكر من عام 1671، كان لدى النرويج تشريعات بشأن حماية الآثار، وذلك بإدراجها في مملكة الدنمارك.
في عام 1870، تم رصد الملاحظات الأثرية خلال بناء ساحة أوسلو للتنظيم.
تم التصويت على القوانين المتعلقة بالآثار التاريخية والمواقع القديمة في عام 1905 من قبل النرويج بعد انفصالها عن مملكة السويد في 7 يونيو 1905. أي نشاط قبل عام 1537. وفي الفترة من عام 1905 إلى عام 1990، كانت خمسة متاحف مسئولة عن إنفاذ هذه القوانين وإدارة الحفريات والبقايا المنقولة. وتعمل أربعة متاحف كمعاهد جامعية.
في عام 1955، بعد حرق ميناء القرون الوسطى من بيرغن (النرويج)، تم إجراء حملة كاملة للحفر قبل إعادة الإعمار. وقد مكن من فهم ظاهرة التمديد الدائم لأرصفة المرفأ بين القرن الثالث عشر والقرن الخامس عشر على هذا الموقع.
وأجريت عمليات التنقيب الوقائية فيما يتصل بتطوير محطات توليد الطاقة الكهرومائية الواقعة على علو شاهق وشبكة الطرق. وأظهر العمل الذي اضطلع به بين عامي 1970 و 1974 ومن عام 1981 إلى عام 1987 الدور الهام للمناطق الجبلية في عصور ما قبل التاريخ في العصور الوسطى، التي تجاهلها في النرويج إلى أن أجريت الحفريات الوقائية.
ومنذ عام 1990، يقوم الدليل المركزي للتراث الثقافي بتنظيم أنشطة أثرية. وتدير المقاطعات التراث الثقافي والتنقيب. الجامعات والمتاحف هي المسئولة عن إنشاء الحفريات. المطورين لديهم العبء المالي من الحفريات والتقارير.

## هولندا
المرسوم المؤرخ 24 أيار / مايو 1940 هو أول إطار تشريعي لأنشطة التنقيب الأثرية. ابتداءً من عام 1943، تم إنقاذ الأراضي الواقعة تحت الاحتلال النازي لهولندا في موقع جدار الأطلسي في المستقبل.
وقبل عام 2003، استند الإطار القانوني لعلم الآثار الوقائي إلى قانون عام 1988. وينص هذا القانون على الآثار التاريخية على إمكانية تعليق العمل أو وقفه لإجراء البحوث في الرفات التي تم الكشف عنها. ويجب أن يعلن رئيس البلدية المعنية عن أي اكتشاف غير متوقع. وتخضع عمليات الحفر لإذن إداري مسبق لا يمكن أن تقوم به سوى دولة أو سلطة تعليمية أو محلية. ولم يتم تحديد طريقة التمويل. وكانت الدائرة الوطنية للدراسات الأثرية مسئولة عن تنفيذ هذه الأحكام على الصعيد الوطني.
وأدى إدماج اتفاقية مالطة في القانون في عام 2001 إلى تحرير الحفريات الأثرية بموجب قانون عام 1988، قبل تعديل الحفريات الأثرية.
وفي عام 2001، وضعت وزارة الثقافة الهولندية معايير الجودة. وقد وضعت كلية الجودة الأثرية (كلية فور أرشيولوجيسش كواليتيت: كفاك) معايير الكفاءة على أساس هذا الأخير. ويتم تقييم المشغلين المحتملين على أساس هذه المعايير، وتضمن المفتشية الأثرية (ريجكسينسبكتي فور فور أرشيولوجي: ريا) الامتثال للمعايير.
اقترحت الحكومة على البرلمان في نهاية عام 2003 مشروع قانون ينص على ثلاثة أنظمة منفصلة. ويشمل تقييم الأثر، وهو إلزامي للأعمال الإنمائية الواسعة النطاق، عنصراً أثرياً. ويسبق عمل الحفر عملية تشخيصية أثرية أولية. أما بالنسبة للأشغال الأخرى، فبإمكان البلديات أن تخضع لإذنها باحترام التزامات معينة، يجب وضع الخطط البلدية للتخطيط الحضري على أي حال مع مراعاة البيانات الأثرية. وبالإضافة إلى ذلك، فإن مشروع القانون يفتح سوق الحفريات الأثرية للمنافسة. يجب على المطور أن يأخذ في الاعتبار العوامل الأثرية وضمان حماية الآثار. إذا تم إجراء بحث، يجب عليه تمويله واختيار الهيكل المسئول عن تحقيقه.
وقد أدى هذا الإطار الجديد إلى زيادة كبيرة في عدد عمليات الآثار الوقائية) الدراسات الاستقصائية، والتشخيصات، والحفريات (، من حوالي 1000 تدخل في عام 2003 إلى 3571 عملية في عام 2008. وتركز معظم التنمية على الاستقصاءان السابقة من حوالي 700 إلى أي أكثر من 2571 تدخلا بين عامي 2003 و 2008. وارتفع عدد عمليات البحث من أقل من مائة إلى 208 في عام 2008. وفي عام 2008، نفذت شركات خاصة 90٪ من عمليات علم الآثار الوقائية. يتم إضافة حوالي أربعين علماء الآثار البلدية إلى الشركات الخاصة.
وخلال عام 2009، بلغ عدد التدخلات 3272 مداخلة، أي بانخفاض قدره 10.8٪ مقارنة بعام 2008. وقد عانت من أكبر انخفاض، بنسبة 15٪ خلال نفس الفترة، وتغير الحفريات هو تراجع النشاط المرتبط بأزمة في القطاع الخاص تم تعويض قطاع البناء عن طريق إدخال الحكومة لأعمال البنية التحتية والإدارات المحلية لعمليات الجرد وفقا للتشريعات الجديدة.